# انفجار پیجرها و بی‌سیم‌های حزب‌الله لبنان
در ۱۷ و ۱۸ سپتامبر ۲۰۲۴، هزاران پیجر دستی و صدها واکی تاکی که برای استفاده حزب‌الله لبنان در نظر گرفته شده بود، به‌طور همزمان در سراسر لبنان و سوریه در حمله اسرائیل منفجر شدند. در این حمله، حداقل ۴۲ نفر از جمله حداقل ۱۲ غیرنظامی کشته و بیش از ۳۰۰۰ نفر زخمی شدند. این حادثه، به عنوان بزرگ‌ترین نقض امنیتی حزب‌الله، از زمان آغاز درگیری اسرائیل و حزب‌الله در اکتبر ۲۰۲۳، توصیف شد.
مجتبی امانی، سفیر ایران در لبنان از جمله افرادی بود که در پی این حمله‌ها زخمی شد. تاکنون هیچ کشوری مسئولیت این حمله‌ها را برعهده نگرفته است، هرچند مقامات بسیاری از کشورها، رسانه‌های معتبر بین‌المللی و همچنین حزب‌الله لبنان، اسرائیل را مسئول این حمله‌ها دانسته‌اند. حزب‌الله لبنان، این حادثه را «بزرگ‌ترین نقض امنیتی» در سازمان خود تاکنون خواند.
پس از حمله گسترده حماس به اسرائیل در ۷ اکتبر ۲۰۲۳، حزب‌الله با حمله به اهداف اسرائیلی وارد درگیری شد. این امر منجر به سلسله‌ای از تبادلات نظامی مرزی بین حزب‌الله و اسرائیل شد. پیش‌تر در روز انفجار، آژانس امنیت داخلی اسرائیل، شین بت، اعلام کرد که یک توطئه حزب‌الله برای ترور یک مقام ارشد سابق دفاعی با استفاده از یک دستگاه انفجاری را خنثی کرده است.
پیش از این حمله، حزب‌الله برند جدیدی از پیجرها به نام Gold Apollo AR-924 را خریداری کرد که اخیراً به لبنان وارد شده بود. نیویورک تایمز گزارش داد که سرویس‌های اطلاعاتی اسرائیل محموله‌ها را رهگیری کردند و مقادیر کمی مواد منفجره را در پیجرها جعل کردند.
به گفته یک منبع امنیتی ارشد لبنانی، سرویس‌های اطلاعاتی اسرائیل مسئول این امر است. موساد یک برد داخل دستگاه تزریق کرد که دارای مواد منفجره است که کد دریافت می‌کند و تشخیص آن حتی از طریق دستگاه یا اسکنر بسیار سخت است. یک مقام آمریکایی افزود که این دستگاه‌ها قبل از رسیدن به لبنان دستکاری شده بودند. بر اساس گزارش‌ها، مواد منفجره در هر پیجر در کنار باتری، همراه با یک سوئیچ که می‌توانست از راه دور دستگاه را منفجر کند، پنهان شده بود.
حدود ۲۴ ساعت پس از انفجارهای اولیه، موج دومی از انفجار واکی‌تاکی‌ها در لبنان رخ داد. گزارش‌هایی از انفجار در بیروت، دره بقاع، و جنوب لبنان منتشر شد. حزب‌الله اعلام کرد که واکی‌تاکی‌ها در این عملیات استفاده شدند. در این انفجارها ۲۰ نفر از اعضای حزب‌الله کشته و بیش از ۴۵۰ نفر زخمی شدند.
بر اساس اخبار مجتبی امانی سفیر ایران در لبنان، بر اثر انفجار پیجر شخصی‌اش، یک چشم خود را از دست داد. همچنین ۱۹ عضو سپاه پاسداران انقلاب اسلامی پس از انفجار پیجرهایشان کشته شدند و ۱۵۰ عضو دیگر سپاه زخمی شدند.

## پیشینه
یک روز پس از حمله ۷ اکتبر حماس به اسرائیل، سازمان نظامی حزب‌الله مورد حمایت ایران در حمایت از حماس با شلیک به مواضع اسرائیلی وارد درگیری شد. از آن زمان، حزب‌الله و اسرائیل درگیر تبادلات نظامی مرزی شده‌اند که خسارات قابل توجهی به ساختمان‌ها و زمین‌ها در امتداد مرز وارد کرده است. تا ۵ ژوئیه ۲۰۲۴، اسرائیل گزارش داده که حدود ۳۶۶ عضو حزب‌الله را کشته است. طبق گزارش سازمان ملل متحد، بیش از ۹۰٬۰۰۰ نفر در لبنان مجبور به ترک خانه‌های خود شده‌اند، در حالی که در اسرائیل، ۶۰٬۰۰۰ غیرنظامی تخلیه شده‌اند. اسرائیل و حزب‌الله حمله‌های خود را در سطحی حفظ کرده‌اند که آسیب قابل توجهی وارد می‌کند، بدون اینکه به یک جنگ تمام عیار تبدیل شود. از ۷ اکتبر ۲۰۲۳ تا ۲۱ ژوئن ۲۰۲۴، اسرائیل ۶٬۱۲۴ بار به لبنان حمله کرده است. حزب‌الله و سایر نیروهای لبنانی ۱٬۲۵۸ بار به اسرائیل حمله کرده‌اند.
پیش‌تر در همان روز، کابینهٔ امنیتی اسرائیل یک هدف جنگی جدید تعیین کرد: بازگشت ایمن ساکنان آواره به شمال. این هدف به دو هدف موجود - از بین بردن حماس و تضمین آزادی گروگان‌های گرفته شده در حملهٔ ۷ اکتبر - اضافه شد. آژانس امنیت داخلی اسرائیل، شین بت، ادعا کرد که یک توطئهٔ حزب‌الله برای ترور یک مقام ارشد سابق دفاعی با استفاده از یک دستگاه انفجاری را خنثی کرده است.
پیش از انفجارها، سید حسن نصرالله، دبیرکل حزب‌الله، از اعضا خواسته بود استفاده از گوشی‌های هوشمند را متوقف کنند و به توانایی اسرائیل برای نفوذ به این دستگاه‌ها اشاره کرده بود.
در شهریورماه ۱۴۰۲ ایران از کشف و خنثی‌سازی خرابکاری صنعتی توسط موساد در صنایع موشکی پرده برداشت. طبق اعلام رسانه‌ها موساد با جاسازی یک مدار الکتریکی در شیارهای ریز قطعهٔ انتقال دهنده (کانتور) که در حکم سیستم هدایت و عصبی موشکی هست، درصدد ایجاد اختلال در سیستم هدایت و کنترل موشک بود.

## علت انفجار

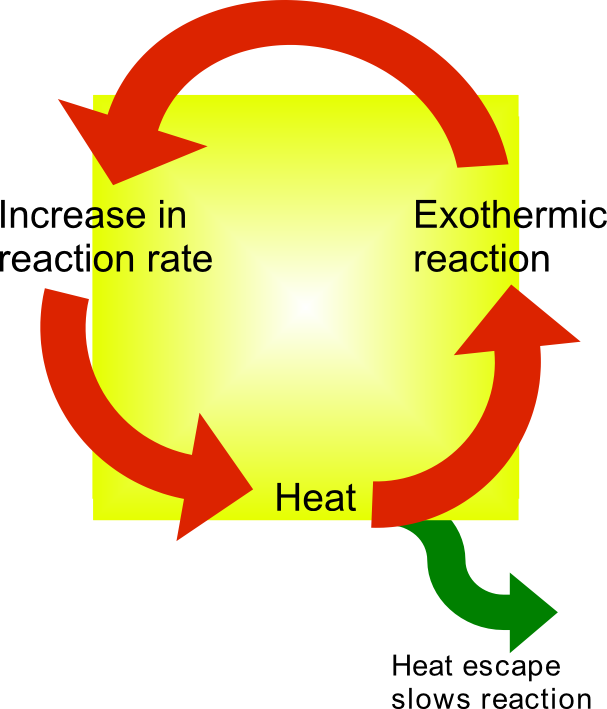
نمودار فرار گرمایی

روزنامهٔ دیلی میل می‌نویسد: «این احتمال وجود دارد که نیروهای اسرائیلی یا بازیگر دیگری این دستگاه‌ها را هک کرده و از راه دور باتری را بیش از حد شارژ کرده و باعث فرار گرمایی شود. پیجرها اغلب از کانال‌های ارتباطی رمزگذاری نشده و نرم‌افزارهای قدیمی استفاده می‌کنند که آن‌ها را به اهداف بسیار آسانی برای حمله تبدیل می‌کند. پیجرهای یک طرفه گیرنده‌های غیرفعال هستند و بنابراین نمی‌توان آنها را ردیابی کرد، اما زمانی که پیامی ارسال می‌شود، هر فرستنده پیجر در منطقه را فعال می‌کند. با ربودن سیگنال پخش، دشمن می‌توانست هر پیجر را در شبکه به‌طور همزمان آلوده کند.»
کارشناسان گفته‌اند که باتری به تنهایی نمی‌تواند چنین انفجاری ایجاد کند و به احتمال فراوان اسرائیل به زنجیره تأمین پیجرها نفوذ کرده و مواد منفجره نیز در آن کار گذاشته است.

## تلفات
حداقل ۱۱ نفر در پی این حمله‌ها کشته شدند، و بیش از ۲۷۵۰ نفر زخمی شدند. در میان کشته‌شدگان و مجروحان، غیرنظامیان حضور داشتند که کشته شدن یک کودک ده ساله تأیید شد. فراس ابیاد وزیر بهداشت لبنان گفت که اکثریت قریب به اتفاق افرادی که در اورژانس تحت درمان قرار می‌گیرند، لباس غیرنظامی دارند و وابستگی آنها به حزب‌الله نامشخص است. وی افزود: تلفات شامل افراد مسن و همچنین کودکان خردسال است. به گفته وزارت بهداشت لبنان، کارکنان مراقبت‌های بهداشتی نیز مجروح شده‌اند و به همه کارکنان مراقبت‌های بهداشتی توصیه کرده است که پیجرهای خود را دور بیندازند.
برخی رسانه‌ها خبر از کشته‌شدن نعیم قاسم، دومین فرمانده حزب‌الله دادند اما حزب‌الله بعداً تأیید کرد که او تنها مجروح شده است.
در حملهٔ دوم، که حدود ۲۴ ساعت پس از انفجارهای اولیه بود، از انفجار بیسیم‌های دستی که توسط اعضای حزب‌الله استفاده می‌شد.۲۰ نفر از اعضای حزب‌الله کشته و بیش از ۴۵۰ نفر زخمی شدند.

### تلفات ایرانی
مجتبی امانی سفیر ایران در لبنان، بر اثر انفجار پیجر شخصی‌اش، زخمی شد. در نتیجه انفجار پیجر، امانی یک چشم خود را از دست داد و چشم دیگرش به شدت آسیب دید. این دیپلمات در یک تماس تلفنی گفت:
من مفتخرم که در نتیجه جنایت تروریستی هولناکی که دیروز، لبنان برادر ما را هدف قرار داد، خون من با خون مردم شریف لبنان یکی شد. این کشور شریف از روز اول با عزت و سربلندی ایستاده است.
. دو نفر از کارکنان سفارت ایران نیز همراه او مجروح شدند.
تلفات در ناحیهٔ صورت خاصه چشم بوده که منجر به از دست رفتن بینایی یا تخلیه چشم شده است؛ همچنین، تلفات در ناحیه اندام تناسلی بوده که منجر به مرگ شده‌اند. بنابر گزارش یک منبع خبری عربستانی، ۱۹ عضو سپاه پاسداران انقلاب اسلامی پس از انفجار پیجرهایشان کشته شدند و ۱۵۰ عضو دیگر سپاه زخمی شدند. سخنگوی سپاه پاسداران انقلاب اسلامی، این گزارش را رد کرد.

## پیامدهای حمله
ایرفرانس و لوفت‌هانزا پروازهای خود به تل آویو، بیروت و تهران را به دلیل وضعیت امنیتی ناشی از این حمله‌ها متوقف کردند.

### بیمارستان‌های لبنان
حدود ۱۵۰ بیمارستان در سراسر لبنان قربانیان این حمله را خدمت‌رسانی کردند. برخی شاهدان عینی، از فاجعهٔ بزرگ در بیمارستان‌ها خبر دادند. بیمارستان‌های جنوب لبنان، درهٔ بقاع و حومهٔ جنوبی بیروت مملو از بیمارانی بودند که بسیاری از آن‌ها از آسیب‌های صورت، دست‌ها و شکم رنج می‌برند. وزارت بهداشت لبنان از کارکنان بهداشت و درمان این کشور خواست تا به محل کار خود مراجعه کنند و از آن‌ها خواست از دستگاه‌های بی‌سیم استفاده نکنند. خبرگزاری دولتی لبنان خواستار اهدای خون شد. خدمهٔ آمبولانس از شهرهای شمالی طرابلس و قلمون برای کمک به بیروت اعزام شدند.

### انتقال برخی از مجروحان به ایران
پیرحسین کولیوند، رئیس جمعیت هلال احمر ایران از انتقال ۹۵ نفر از مصدومان به ایران خبر داد. چند روز بعد، دومین گروه از مجروحان لبنانی که متشکل از ۱۲۰ نفر بودند، به تهران منتقل شدند. در بین مجروحان انتقالی به ایران، سه کودک ۳، ۷ و ۱۱ ساله دیده می‌شد. مسعود پزشکیان با حضور در بیمارستان چشم‌پزشکی فارابی، از تعدادی از مجروحان انفجار پیجرهای اعضای حزب‌الله لبنان که برای درمان به ایران منتقل شده‌اند، عیادت کرد.

## تحلیل‌ها

### هدف حمله
سی‌ان‌ان تحلیل کرد که این عملیات احتمالاً برای القای ترس در میان اعضای حزب‌الله، تضعیف تلاش‌های آن‌ها برای استخدام و تضعیف اعتماد به رهبری حزب‌الله و توانایی آن برای محافظت از پرسنل آن بوده است.
اکونومیست در طرح یک تئوری، اعلام کرد که احتمالاً بمب‌های پیجر مقدمه‌ای برای حمله بزرگ‌تر اسرائیل خواهد بود که هدف آن مختل کردن فرماندهی و ارتباطات حزب‌الله در آماده‌سازی برای تهاجم احتمالی است. نظریهٔ دیگر این است که اسرائیل پیشگیرانه عمل کرد تا از کشف آسیب‌پذیری حزب‌الله جلوگیری کند.

## واکنش‌ها

### در لبنان
- یک منبع امنیتی ارشد لبنانی به تلویزیون الحدث گفت که اسرائیل به سیستم‌های ارتباطی دستگاه‌های پیجر نفوذ کرده و منجر به انفجار آن‌ها شده است.[۶۹]
- دفتر نخست‌وزیر میقاتی گفت که این حادثه یک «نقض حاکمیت لبنان» توسط اسرائیل است.[۷۰]
- دولت لبنان با سازمان ملل متحد و برخی کشورها تماس گرفت و از آن‌ها خواست اسرائیل را مسئول این حمله بدانند.[۷۱]
- مدارس لبنان در ۱۸ سپتامبر تعطیل شدند.[۷۱]
- حزب‌الله اسرائیل را مسئول این انفجارها دانست که آن را «تجاوز جنایتکارانه» توصیف کرد و متعهد به «قصاص عادلانه» شد.[۷۲]
- یک مقام حزب‌الله به خبرگزاری ملی گفت که این حادثه «بزرگ‌ترین رخنهٔ امنیتی این سازمان تاکنون» بوده است.[۷۳]
- به‌دنبال انفجار پیجرها، صبحی طفیلی، بنیان‌گذار و نخستین دبیرکل حزب‌الله لبنان خواستار محاکمه و مجازات و اعدام احتمالی علی خامنه‌ای رهبر جمهوری اسلامی ایران شد.[۷۴]

### در اسرائیل
- نیروهای دفاعی اسرائیل پس از پرسش آسوشیتدپرس از اظهار نظر خودداری کرد.[۷۵]
- هرتزی هالوی رئیس ستاد ارتش اسرائیل در نشستی با ژنرال‌های اسرائیلی دربارهٔ «آمادگی برای عملیات دفاعی و تهاجمی در همهٔ جبهه‌ها» گفتگو کرد.[۷۶]
- یائیر لاپید رهبر مخالفان اسرائیل، سفر خود به ایالات متحده را کوتاه کرد و قصد داشت به اسرائیل بازگردد.[۷۷]
- به گزارش اکسیوس، مقامات اسرائیلی اعلام کردند که از احتمال تشدید تنش در مرز شمالی پس از انفجارها آگاه هستند و گفتند که ارتش اسرائیل برای پاسخ تلافی‌جویانهٔ احتمالی حزب‌الله در حالت آماده‌باش قرار دارد.[۷۸]
- وب‌سایت خبری اسرائیل "والا!" به نقل از مقامات اسرائیلی که نامشان فاش نشده است، گزارش داد که «سرویس‌های اطلاعاتی اسرائیل قبل از عملیات ارزیابی کردند که حزب‌الله ممکن است با یک ضدحملهٔ مهم علیه اسرائیل پاسخ دهد».[۷۹]
- بنیامین نتانیاهو در طول سفر خود به ایالات متحده در فوریه 2025 یک پیجر طلایی یادبود به دونالد ترامپ رئیس جمهور ایالات متحده هدیه داد. گفته می‌شود که ترامپ در پاسخ گفته است: «این یک عملیات عالی بود».[۸۰]

### سازمان ملل متحد
جنین هنیس-پلاسخارت، هماهنگ‌کنندهٔ ویژهٔ سازمان ملل در لبنان، این حمله را محکوم کرد و گفت: «غیرنظامیان هدف نیستند و باید همیشه از آن‌ها محافظت شود».

### نشست ویژهٔ شورای امنیت سازمان ملل
به درخواست الجزایر روز جمعه ۳۰ شهریور نشست ویژهٔ شورای امنیت سازمان ملل برگزار گردید. در این نشست فولکر تورک رئیس کمیساریای عالی حقوق بشر سازمان ملل متحد نیز اقدامات اسرائیل را مصداق جنایت جنگی دانست. وی در نشست شورای امنیت سازمان ملل در این باره گفت: استفادهٔ جنگ‌افزاری از وسایل ارتباطی معمولی نشان‌دهندهٔ پیشرفت جدیدی در جنگ است و هدف قرار دادن هزاران لبنانی با استفاده از پیجرها، بیسیم‌های دو طرفه و تجهیزات الکترونیکی بدون اطلاع آن‌ها، نقض قوانین بین‌المللی حقوق بشر است… کسانی که دستور داده و این حملات را انجام داده‌اند باید پاسخگو باشند. ساموئل ژبوگار نمایندهٔ اسلوونی نیز تبدیل وسایل ارتباطی به تلهٔ انفجاری را خلاف قوانین بین‌المللی دانست. عبدالله بوحبیب نمایندهٔ لبنان در سازمان ملل و امیرسعید ایروانی نمایندهٔ ایران در سازمان ملل بر ارتکاب اسرائیل به جنایت جنگی تأکید کردند. قصی آل ضحاک نمایندهٔ سوریه نیز اقدام اسرائیل را محکوم کرد.
استفان دوجاریک، سخنگوی دبیرکل، گفت که سازمان از تلفات غیرنظامیان ابراز تأسف می‌کند و نسبت به خطرات تشدید تنش در منطقه هشدار داد.

### دیگر کشورها
- ایران از این حمله‌ها به عنوان «تروریسم اسرائیل» یاد کرد و متعهد شد که به آسیب‌دیدگان کمک‌های پزشکی ارائه کند.[۸۶] ناصر کنعانی سخنگوی وزارت امور خارجه این حمله را «نمونه‌ای از کشتار دسته‌جمعی» از سوی «حکومت صهیونیستی» خواند.[۸۷] ایران یک تیم پزشکی متشکل از دوازده پزشک، دوازده پرستار و رئیس هلال احمر ایران را برای ارائه کمک‌های پزشکی به لبنان اعزام کرد.[۸۸] مجتبی امانی، سفیر ایران در لبنان طی یک مصاحبه تلویزیونی خاطر نشان کرد: «این پیجرها برای اطلاع‌رسانی استفاده می‌شد، از جمله در مواقع خطر که مثلاً پهپاد آمده یا فلان جا بمباران شده است یا فلان جا خطرناک است و در واقع با استفاده از این پیجرها اطلاع‌رسانی می‌شد. از این پیجرها مردم عادی نیز استفاده می‌کردند و چنانچه در تصاویر نیز منتشر شد، حتی متصدی فروشگاه‌ها نیز از آن‌ها استفاده می‌کردند. حتی نیروهای امدادی نیز از این پیجرها استفاده می‌کردند. حتی معلم مدرسه ما نیز از این پیجرها استفاده می‌کرد که الحمدلله اتفاقی برای آن نیفتاد.»[۸۹][۹۰]
- عراق همچنین یک هواپیمای نظامی حامل کمک‌های پزشکی را به بیروت فرستاد.[۸۸]
- اردن، ترکیه، سوریه و مصر نیز کمک‌های پزشکی ارائه کردند.[۸۶][۹۱]
- سوریه با مردم لبنان اعلام همبستگی کرد و گفت «در حق آنها برای دفاع از خود در کنار آنها می‌ایستد». وزارت امور خارجه سوریه با انتشار بیانیه ای که توسط خبرگزاری دولتی سانا منتشر شد، اسرائیل را به «تمایلش به گسترش دامنه جنگ و تشنگی برای ریختن خون بیشتر» متهم کرد. در این بیانیه از کشورها خواسته شده است که این تجاوز را به صراحت محکوم کنند.[۹۲]
- ایالات متحده آمریکا دست داشتن در این انفجارهای گسترده را رد کرد و گفت که پیش از این حمله‌ها، از آن مطلع نبوده است. ایالات متحده همچنین از ایران خواسته است که از انتقام‌گیری برای انفجارهای گسترده خودداری کند.[۹۳] کرین ژان پیر، سخنگوی کاخ سفید، بر ضرورت راه حل دیپلماتیک بین اسرائیل و حزب‌الله تأکید کرد.[۹۴] این حمله درست یک روز پس از آن صورت گرفت که آموس هوخشتاین، فرستاده ویژه دولت بایدن از اسرائیل بازدید کرد و به بنیامین نتانیاهو، نخست‌وزیر، نسبت به تحریک تنش‌ها در لبنان هشدار داد.[۹۵]
- ونزوئلا: نیکلاس مادورو که در یک جشنواره فرهنگی مربوط به صنایع دستی سخنرانی می‌کرد، خطاب به مردم ونزوئلا گفت: «من خودم معمولاً کتاب به دیگران هدیه می‌دهم یا جعبه‌های چوبی دست‌ساز که در آن قهوه ونزوئلا و شیرینی‌های محلی قرار دارد. هدیه‌هایی را که در قالب دستگاه‌های الکترونیکی است، قبول نکنید و حتی نسبت به تلفن‌های هوشمند خودتان هم محتاط باشید. ببینید در لبنان چه اتفاقی افتاد!»[۹۶]
- حماس اسرائیل را مسئول انفجارهای پیجر دانست که آن را «جنایتی که همه قوانین را زیر پا می‌گذارد» خواند. حماس در بیانیه‌ای از تلاش‌ها و فداکاری‌های حزب‌الله قدردانی کرد و گفت: این اقدام تروریستی بخشی از تجاوزات گسترده‌تر دشمن صهیونیستی به منطقه است.[۹۷]
- جنبش حوثی‌ها محمد عبدالسلام، سخنگوی حوثی‌ها، این حمله‌ها را «جنایت فجیع و نقض حاکمیت لبنان» خواند و اطمینان داد که «لبنان توانایی مقابله با همه چالش‌ها را دارد و جنبش مقاومتی دارد که می‌تواند دشمن صهیونیستی را بازدارد و آنها را مجبور کند تا بهای سنگینی را برای آن بپردازد.»[۹۸]

## انتقادات
- جوزپ بورل نماینده عالی اتحادیه اروپا در سیاست خارجی و امور امنیتی انطباق این حمله‌ها با حقوق بین‌الملل را زیر سؤال برد.[۹۹]
- جنین هنیس-پلاسخارت هماهنگ‌کننده ویژه سازمان ملل در لبنان نیز قانونی بودن این حمله‌ها را زیر سؤال برد.[۹۹] کارشناسان سازمان ملل می‌گویند که این حمله ماهیت غیرمجاز داشته است زیرا هزاران دستگاه را بدون تمایز میان اهداف نظامی و غیرنظامی منفجر کرده است.[۱۰۰][۹۹]
- الکسندریا اوکاسیو کورتز از نمایندگان کنگرهٔ آمریکا این حمله را آشکارا نقض قوانین بین‌المللی توصیف کرد.[۱۰۱]
- معاون نخست‌وزیر بلژیک نیز این حمله‌ها را تروریستی خواند.[۱۰۲]

این عملیات همچنین مغایر با کنوانسیون مربوط به استفاده از تلهٔ انفجاری (Convention on Certain Conventional Weapons) است که اسرائیل نیز آن را امضا کرده است. این کنوانسیون مشخصا «تله انفجاری یا سایر وسایل به شکلِ اشیاء قابلِ حملِ ظاهراً بی‌خطر، که به‌طور خاص حاوی مواد منفجره طراحی و ساخته شده‌اند.» را ممنوع کرده است.
سارا لی ویتسون وکیل و مدیر بخش خاورمیانه و شمال آفریقا در دیده‌بان حقوق بشر نیز این اقدام را خلاف قوانین بین‌المللی می‌داند و می‌گوید: «دقیقاً به همین دلیل است که تله‌های انفجاری اشیاء عادی غیرنظامی غیرقانونی است - زیرا نه تنها باعث آسیب جسمی می‌شود، بلکه باعث آسیب روانی می‌شود.»
مجلهٔ فرانسوی انگلیسی زبان Worldcrunch ضمن توصیف این حمله‌ها به عنوان جنایت جنگی می‌نویسید: «این عمل از کدام زمینه اخلاقی سرچشمه گرفته است؟ اکثر اعضای حزب‌الله هدف قرار گرفته خارج از سنگرهای جنگ زندگی می‌کردند و تصمیم برای کشتن همه آنها به این معنی است که هدف فقط کشتن آنها نبود، بلکه گسترش دایره مرگ به زادگاهشان بود. این همان رویکرد نسل‌کشی است که ۴۰۰۰۰ فلسطینی را در غزه کشته است. از این رو، این حمله جدید که هدف آن «شهر زادگاه» آن‌ها بود، به عنوان یک جنایت جنگی شناخته می‌شود، زیرا هدف فراتر از جنگجویان است و به خانواده‌ها و فرزندان آن‌ها می‌رسد. تصاویر دو کودک مقتول در میان قربانیان روز سه‌شنبه، فاطمه عبدالله و محمد کنج، چشمگیرترین گواه آن است. انفجارهای هدفمند انفرادی نوعی اقدام تلافی‌جویانه است و درد ناشی از آن فراتر از شمارش مرگ و میر است. پاره شدن چشم‌ها نوعی شکنجه است و قطع انگشتان دستی که بمب‌ها باعث شد نه تنها به رزمندگان بلکه به خانواده‌ها و اقوام آن‌ها ضربه می‌زند.» این نشریه معتقد است که اقدام اسرائیل تنها تهدیدی علیه حزب‌الله لبنان نیست بلکه گسترش این روش می‌تواند تهدیدی برای همه کشورها باشد و وسایل روزمرهٔ زندگی را به ابزار قتل تبدیل کند.
Luigi Daniele مدرس حقوق بین‌الملل بشردوستانه در Nottingham Trent University نیز معتقد است که عملیات اسرائیل احتمالاً حاوی دو نوع جنایت جنگی بوده است یکی هدف قرار دادن افراد شاخهٔ سیاسی حزب‌الله لبنان (دیپلمات‌ها و ..) که ناقض بند هشتم (2) (b) (i) از اساسنامهٔ دیوان کیفری بین‌المللی بر مبنای اساسنامه رم و دومین مورد از جنایات جنگی اسرائیل که بسیار مهم است هدف قرار دادن عمدی و ایجاد آسیب بیش از حد در تأسیسات غیرنظامی است و اخیر نیز دیوان بین‌المللی در جریان جنگ روسیه و اوکراین حکمی را پیرامون هدف قرار دادن شبکه‌های برق صادر کرده است. این اقدام نیز ناقض بند هشتم (2)(b)(iv) اساسنامهٔ دیوان است. این بند نه تنها کشتن بلکه آسیب زدن به غیر نظامیان را نیز شامل می‌شود. Giacomo Biggio مدرس حقوق در دانشگاه بریستول نیز می‌نویسد که اقدامات اسرائیل به دلیل حمله به اعضای شاخهٔ سیاسی حزب‌الله لبنان و همچنین غیرنظامیان جنایت جنگی است. همچنین اسرائیل در برابر نیروهای شاخهٔ نظامی حزب‌الله نیز می‌بایست اصل تناسب Proportionality in Attack را رعایت می‌کرده است که آن را نقض کرده است. «انجام یک حمله با آگاهی از این که باعث آسیب جانبی بیش از حد می‌شود نیز جنایت جنگی محسوب می‌شود.» Ben Saul مدرس حقوق بین‌الملل در شورای تحقیقات استرالیا و دانشگاه سیدنی در بیانیه‌ای که از ژنو منتشر شد و در روزنامهٔ سیدنی مورنینگ هرالد بازتاب یافت بر ارتکاب اسرائیل بر جنایت جنگی و نقض فاحش قوانین بشر دوستانه تأکید دارد. روزنامهٔ سیدنی مورنینگ هرالد ضمن بازتاب خبر از دست رفتن یک چشم سفیر ایران در لبنان و آسیب به چشم دیگرش، بخشی از بیانیهٔ حقوقدان استرالیایی را منتشر کرده است که در آن آمده است: «این حملات حقوق بشر برای زندگی را نقض می‌کند، بدون اینکه نشانه‌ای مبنی بر اینکه قربانیان یک تهدید مرگبار قریب‌الوقوع برای دیگران در آن زمان بوده‌اند وجود داشته باشد. چنین حملاتی به تحقیقات مستقل و سریع نیاز دارد تا حقیقت را مشخص کند و پاسخگویی را برای جنایت قتل فراهم کند» کارشناس مستقل سازمان ملل نیز در بیانیه‌ای عملیات را نقض فاحش حقوق بین‌الملل توصیف کرده و آورده است: «حملات هم‌زمان توسط هزاران وسیله قوانین بشردوستانه را نقض می‌کند، با نارسایی در راستی‌آزمایی هر هدف، و تمایز قائل شدن بین غیرنظامیان محافظت‌شده و کسانی که به‌طور بالقوه ممکن است به دلیل مشارکت مستقیم در خصومت‌ها مورد حمله قرار گیرند.» او خواستار تحقیقات «سریع، مؤثر، کامل، بی‌طرفانه و شفاف» در این باره شده است.
ادوارد اسنودن انفجارهای پیجر در لبنان را محکوم کرد و آن را «تروریسم بی‌پروای اسرائیل» خواند.